# Drahotín (rybník)
Drahotín je rybník na katastrálním území obce Zruč-Senec. Založen byl v roce 1567 jako součást plzeňské rybniční soustavy. Plocha 9 ha.

## Vodní režim
Rybník je napájen Drahotínským potokem.